# Three Percenters
Pour la série télévisée brésilienne, voir 3%.
Les Three Percenters (3 % en français), 3%ers ou encore III%ers) est un Patriot movement américain d'extrême droite, organisé en milices armées et en groupes paramilitaires, prônant la résistance contre le gouvernement fédéral des États-Unis qui, selon eux, transgresserait la Constitution des États-Unis. Le mouvement affirme que son principal objectif est de protéger les libertés fondamentales.
Le nom du mouvement a pour origine la croyance que seulement trois pour cent des habitants des Treize colonies ont combattu lors de la révolution américaine.
Des filiales du mouvement se sont développées en dehors des États-Unis dont, notamment, au Québec, en Ontario et en France.

## Histoire
Le mouvement est lancé en décembre 2008. L'un des cofondateurs, Mike Vanderboegh, natif d'Alabama, est un membre des Oath Keepers, un groupe d'extrême droite milicien anti-gouvernement partageant des affinités idéologiques avec les Three Percenters.
En 2016, plusieurs membres d'une milice des Three Percenters de l'Idaho prennent part à l'occupation milicienne du refuge faunique national de Malheur, par des miliciens d'extrême droite opposés au gouvernement fédéral.
En janvier 2018, une branche française des Three percenters se constitue en association auprès de la préfecture de Montargis (Loiret) et propose des stages de survivalisme.
En 2021, plusieurs membres appartenant au mouvement sont identifiés parmi les participants à l'assaut du Capitole. Un membre est condamné a sept ans et trois mois de prison pour son implication dans l'assaut .